# Helafricanus
Genre
Helafricanus est un genre d'araignées aranéomorphes de la famille des Salticidae.

## Distribution
Les espèces de ce genre se rencontrent en Afrique subsaharienne, en Europe du Sud et en Asie de l'Ouest.

## Liste des espèces
Selon World Spider Catalog (version 25.0, 14/03/2024) :
- Helafricanus aethiopicus (Wesołowska, 2003)
- Helafricanus alienus (Wesołowska, 1986)
- Helafricanus anymphos (Wesołowska, 2003)
- Helafricanus bisulcus (Wesołowska, 1986)
- Helafricanus bolensis (Wesołowska, 2003)
- Helafricanus brevis (Wesołowska, 2003)
- Helafricanus butemboensis (Wesołowska, 1986)
- Helafricanus congolensis (Giltay, 1935)
- Helafricanus crudeni (Lessert, 1925)
- Helafricanus debilis (Simon, 1901)
- Helafricanus decempunctatus (Caporiacco, 1941)
- Helafricanus demonstrativus (Wesołowska, 1986)
- Helafricanus dux (Wesołowska & van Harten, 1994)
- Helafricanus edentulus (Simon, 1871)
- Helafricanus erythropleurus (Kulczyński, 1901)
- Helafricanus fascinatus (Wesołowska, 1986)
- Helafricanus furvus (Wesołowska & Haddad, 2014)
- Helafricanus giltayi (Lessert, 1933)
- Helafricanus gloriosus (Wesołowska, 1986)
- Helafricanus hastatus (Wesołowska, 1986)
- Helafricanus heurtaultae (Rollard & Wesołowska, 2002)
- Helafricanus imperator (Wesołowska, 1986)
- Helafricanus insperatus (Wesołowska, 1986)
- Helafricanus jacksoni (Wesołowska, 2011)
- Helafricanus kenyaensis (Wesołowska, 1986)
- Helafricanus kilimanjaroensis (Wesołowska, 1986)
- Helafricanus kovacsi (Wesołowska, 2003)
- Helafricanus leucopes (Wesołowska, 2003)
- Helafricanus marshalli (G. W. Peckham & E. G. Peckham, 1903)
- Helafricanus megae (Wesołowska, 2003)
- Helafricanus minutissimus (Caporiacco, 1941)
- Helafricanus modicus (G. W. Peckham & E. G. Peckham, 1903)
- Helafricanus nanus (Wesołowska, 2003)
- Helafricanus papyri (Wesołowska, 2003)
- Helafricanus patellaris (Simon, 1901)
- Helafricanus paulus (Wesołowska, 1986)
- Helafricanus pauper (Wesołowska, 1986)
- Helafricanus pistaciae (Wesołowska, 2003)
- Helafricanus proszynskii (Wesołowska, 2003)
- Helafricanus rutrosus (Wesołowska, 2003)
- Helafricanus saudis (Prószyński, 1989)
- Helafricanus transversus (Wesołowska & Haddad, 2014)
- Helafricanus trepidus (Simon, 1910)
- Helafricanus undecimmaculatus (Caporiacco, 1941)
- Helafricanus validus (Wesołowska, 1986)
- Helafricanus xanthopes (Wesołowska, 2003)

## Systématique et taxinomie
Ce genre a été décrit par Wesołowska en 1986 comme un sous-genre de Heliophanus. Il est élevé au rang de genre par Wesołowska en 2024.

## Publication originale
- Wesołowska, 1986 : « A revision of the genus Heliophanus C. L. Koch, 1833 (Aranei: Salticidae). » Annales Zoologici, vol. 40, no 1, p. 1-254.